# Ipeľ
De Ipeľ (Hongaars: Ipoly; Duits: Eipel) is een 232 km lange linkerzijrivier van de Donau.
Ze ontspringt in het Slowaaks Ertsgebergte (Slovenské rudohorie), op zo'n 1000 m hoogte ten zuiden van Brezno en ten oosten van de Midden-Slowaakse hoofdstad Banská Bystrica.
Ze stroomt naar de Hongaarse grens, dan richting zuidwesten, westen en dan weer naar het zuiden.
De laatste 140 km vormen de landsgrens tussen Slowakije en Hongarije. Op de laatste 20 km stroomt de Ipeľ in een halve cirkel om het Börzsönygebergte heen, voordat ze bij de Donauknie tussen Esztergom en Vác bij Szob in de Donau uitmondt.
Steden langs de benedenloop van de Ipeľ zijn Szécsény en Balassagyarmat (beide in Hongarije) en Šahy (Slowakije).

## Zijrivieren
De voornaamste zijrivieren van de Ipeľ zijn de volgende:
- Selmece-patak
- Lókos-patak
- Korpona-patak
- Fekete-víz
- Dobroda-patak
- Kemence-patak (linkerkant)
- Börzsöny-patak (linkerkant)

- Gemeinsame Normdatei: 4212358-6
- Library of Congress Control Number: sh85067866
- Nationale Bibliotheek van Tsjechië: ge476214
- Nationale Bibliotheek van Israël: 987007560425805171
- Virtual International Authority File: 9054156565709123500000